# Железничка станица Паланка
Железничка станица Паланка је једна од железничких станица на прузи Београд—Ниш. Налази се насељу Смедеревска Паланка у општини Смедеревска Паланка. Пруга се наставља у једном смеру ка Малој Плани и у другом према према Глибовцу. Железничка станица Паланка састоји се из 5 колосека.